# Naprzód Rydułtowy
Górniczy Klub Sportowy „Naprzód-23” Rydułtowy – klub sportowy z Rydułtów założony w 1923 roku. Ma 3 sekcje: piłkarską, tenisową i lekkoatletyczną.

## Stadion
Stadion Miejski Naprzód:
- Pojemność – 5500 (3500 siedzących)
- Oświetlenie – brak
- Wymiary boiska – 105 × 68 m

## Historia
W latach 1920–1921 w rydułtowskiej Szkole Podstawowej nr 1 stacjonowały oddziały wojska włoskiego i szkockiego. Pilnowały porządku na Górnym Śląsku do czasu przeprowadzenia plebiscytu. To właśnie cudzoziemscy żołnierze rozegrali w 1920 roku pierwszy mecz piłkarski w Rydułtowach. 24 kwietnia 1923 roku założono Klub Sportowy Naprzód 23. Przez pierwsze 35 lat piłkarze występowali w niższych klasach. Pierwszym wielkim sukcesem był awans do III ligi w 1959 roku, gdzie klub grał do 1961 roku. Po kilkudziesięciu latach, w 1986 roku Naprzód ponownie wywalczył awans do trzeciej ligi. Klub sponsorować zaczęła pobliska kopalnia KWK Rydułtowy, a prezesem klubu został Henryk Hajduk. W 1991 roku Naprzód pod kierunkiem trenera R. Kamińskiego wywalczył historyczny awans do II ligi. Na obiekcie klubu w pierwszej połowie lat 90. odbyło się kilka spotkań międzypaństwowych. W swoim pierwszym sezonie w II lidze drużyna zajęła 10. miejsce. Klub z Rydułtów w drugiej lidze grał do 1999 roku. W tym samym roku z powodu długów ogłoszono upadłość klubu, zmieniono nazwę z GKS Naprzód 23 Rydułtowy na KS Naprzód, a klub rozpoczął kolejny sezon w klasie okręgowej. W sezonie 2001/2002 udaje się wywalczyć awans do IV ligi, by w kolejnym sezonie zasmakować smaku degradacji. Po kilku latach gry w lidze okręgowej klub spadł do Klasy A, gdzie grał przez 4 sezony. W sezonie 2018/2019 klub występował w klasie okręgowej „ZINA” -grupa II. Rozgrywki zakończył na 16 miejscu i spadł do klasy A. 

### Zmiany nazw klubu
- 1923 – Klub Sportowy Naprzód 23 Rydułtowy
- kwiecień 1945 – Towarzystwo Sportowe Charlotta Rydułtowy
- grudzień 1945 – Klub Sportowy Naprzód 23 Rydułtowy
- 1948 – Górniczy Zakładowy Klub Sportowy Naprzód 23
- 1949 – Zakładowy Klub Sportowy Górnik Rydułtowy
- 1956 – Naprzód Rydułtowy
- 1975 – Naprzód – Polonia Rydułtowy (po połączeniu się z Polonią Niewiadom)
- 1978 – GKS Rydułtowy Wodzisław Śląski
- 1983 – GKS Naprzód 23 Rydułtowy
- 1999-2019 – KS Naprzód Rydułtowy
- Od 2019 –Górniczy Klub Sportowy „Naprzód-23” Rydułtowy[1].

## Sezon po sezonie (od sezonu 1991/92)
Źródło
| Sezon                   | Liga                             | Poziom ligowy | Miejsce w lidze | Uwagi  |
| ----------------------- | -------------------------------- | ------------- | --------------- | ------ |
| 1991/92                 | II liga grupa zachodnia          | II            | 10              |        |
| 1992/93                 | II liga grupa zachodnia          | II            | 13              |        |
| 1993/94                 | II liga grupa zachodnia          | II            | 7               |        |
| 1994/95                 | II liga grupa zachodnia          | II            | 5               |        |
| 1995/96                 | II liga grupa zachodnia          | II            | 10              |        |
| 1996/97                 | II liga grupa zachodnia          | II            | 11              |        |
| 1997/98                 | II liga grupa zachodnia          | II            | 13              |        |
| 1998/99                 | II liga grupa zachodnia          | II            | 13              | spadek |
| 1999/00                 | Liga okręgowa grupa Katowice IV  | V             | ?               |        |
| 2000/01                 | Liga okręgowa grupa Katowice IV  | V             | ?               |        |
| 2001/02                 | Liga okręgowa grupa Katowice IV  | V             | 1               | awans  |
| 2002/03                 | IV liga grupa śląska II          | IV            | 16              | spadek |
| 2003/04                 | Liga okręgowa grupa Katowice III | V             | 12              |        |
| 2004/05                 | Liga okręgowa grupa Katowice III | V             | 16              | spadek |
| 2005/06                 | Klasa A grupa Rybnik             | VI            | 10              |        |
| 2006/07                 | Klasa A grupa Rybnik             | VI            | 10              |        |
| 2007/08                 | Klasa A grupa Rybnik             | VI            | 6               |        |
| reorganizacja rozgrywek |                                  |               |                 |        |
| 2008/09                 | Klasa A grupa Rybnik             | VII           | 1               | awans  |
| 2009/10                 | Liga okręgowa grupa Katowice III | VI            | 1               | awans  |
| 2010/11                 | IV liga grupa śląska II          | V             | 13              |        |
| 2011/12                 | IV liga grupa śląska II          | V             | 15              | spadek |
| 2012/13                 | Liga okręgowa grupa Katowice III | VI            | 10              |        |
| 2013/14                 | Liga okręgowa grupa Katowice I   | VI            | 16              | spadek |
| 2014/15                 | Klasa A grupa Rybnik             | VII           | 2               | awans  |
| 2015/16                 | Liga okręgowa grupa Katowice III | VI            | 10              |        |
| 2016/17                 | Liga okręgowa grupa Katowice II  | VI            | 5               |        |
| 2017/18                 | Klasa okręgowa grupa Katowice II | VI            | 5               |        |
| 2018/19                 | Klasa okręgowa grupa Katowice II | VI            | 16              | spadek |
| 2019/20                 | Klasa A grupa Rybnik             | VII           | 4               |        |
| 2020/21                 | Klasa A grupa Rybnik             | VII           | 4               |        |
| 2021/22                 | Klasa A grupa Rybnik             | VII           | 11              |        |
| 2022/23                 | Klasa A grupa Rybnik             | VII           | 6               |        |
| 2023/24                 | Klasa A grupa Rybnik             | VII           | 2               | awans  |
| reorganizacja rozgrywek |                                  |               |                 |        |
| 2024/25                 | Klasa okręgowa grupa śląska III  | VII           | 15              | spadek |
| 2025/26                 | Klasa A grupa Rybnik I           | VIII          |                 |        |